# Никитин, Александр Лаврентьевич
Александр Лаврентьевич Никитин — советский инженер-оптик, директор ГОИ имени А. А. Вавилова.

## Биография
Родился в 1900 году в деревне Клетки. Член КПСС.
Окончил Смоленское реальное училище, Ленинградский политехнический институт.
Участник гражданской войны.
В 1926—1936 гг. — заведующий планово-распределительного бюро отделения завода «Большевик», заведующий производством, технический директор и главный инженер Ленинградского оптико-механического завода.
В 1936—1950 гг. — начальник технического отдела, главный конструктор, главный инженер, директор завода «Прогресс» в Ленинграде и Омске во время эвакуации завода.
В 1950—1965 гг. — директор Государственного оптического института им. С. И. Вавилова.
В 1965—1978 гг. — главный редактор журнала «Оптико-механическая промышленность».
Умер в 1983 году в Ленинграде.

## Награды
- Орден Ленина (1945, 1966)
- Орден Трудового Красного Знамени (1936, 1961)
- Орден Знак Почёта (1957)